# Собянин, Гавриил Епифанович
Гаврии́л Епифа́нович Собя́нин (25 мая 1896 — 23 декабря 1944) — советский солдат, снайпер во время Великой Отечественной войны, Герой Советского Союза (посмертно), красноармеец.

## Биография
Родился 25 мая 1896 года в деревне Шайтановка Троицко-Печорской волости, Архангельской губернии (ныне Республика Коми) в крестьянской семье. Русский. Образование начальное. С 12 лет начал овладевать искусством охоты. Участник Первой мировой войны.
В 1918 году, переехав в деревню Верхние Нарыкары, стал работать охотником-промысловиком. С 1936 года жил в посёлке Игрим Анеевского сельсовета Берёзовского района Ханты-Мансийского автономного округа, где работал председателем рыболовецкой артели.
2 августа 1941 года ушёл добровольцем на фронт, так как призыву по возрасту не подлежал — ему уже исполнилось 45 лет. Его зачислили в хозяйственную часть и лишь затем — в стрелковый полк 48-й Ропшинской Краснознамённой стрелковой дивизии имени М. И. Калинина, которая действовала на Ленинградском фронте. Г. Е. Собянина направили в дивизионную школу снайперов, где на восьмой день выдали снайперскую винтовку и отослали в полк. В действующей армии он с 1942 года.
7 октября отделение Собянина первым ворвалось в населённый пункт Гайгалини Рижского уезда Латвийской ССР, за что Гавриил Епифанович был удостоен первой награды — медали «За отвагу».
23 октября Собянин был удостоен медали «За боевые заслуги».
1 декабря Гавриил Епифанович был награждён Орденом Красного знамени.
23 декабря 1944 года немецкая пехота атаковала советские позиции и ворвалась в траншеи. В неравном бою Г. Е. Собянин погиб. По некоторым источникам, его личный счёт составляет более 60 уничтоженных солдат и офицеров противника. Похоронен в латвийском посёлке Курсиши Либавского уезда, близ деревни Урбас.
Указом Президиума Верховного Совета СССР от 29 июня 1945 года «за мужество и героизм, проявленные при форсировании реки Маза-Югла и освобождении Латвии», красноармейцу Гавриилу Епифановичу Собянину посмертно присвоено звание Героя Советского Союза.
Долгие годы имя Собянина первым называлось на перекличке первой роты 333-го мотострелкового полка, где он служил, в списке живых, в знак высокой воинской доблести.

## Подвиги
- 25 февраля 1944 года в бою за деревню Саакада (Эстонской ССР) рядовой Собянин в лесном бою шёл в наступление впереди роты, огнём из винтовки сразил трёх немецких снайперов-кукушек, а всего более 10 солдат и офицеров противника. Будучи ранен, ушёл с поля боя только по приказу командира[4].
- 7 октября 1944 года, в бою за селение Сунтажи в числе первых форсировал реку Маза-Югла, меткими выстрелами уничтожил двух снайперов и пулемётный расчёт, чем способствовал успеху наступления роты[4].
- 2 и 3 ноября 1944 года юго-западнее озера Лиелауцес уничтожил из снайперской винтовки 11 солдат и офицеров противника.
- 4 ноября 1944 года в бою за высоту он увлёк роту в атаку. В рукопашной схватке Гавриил Собянин уничтожил несколько солдат противника[4].

## Награды
- Герой Советского Союза (29 июня 1945; посмертно);
- орден Ленина (29 июня 1945; посмертно);
- орден Красного Знамени;
- медали.

## Память
- На Аллее Славы парка Победы в городе Ханты-Мансийске установлен бюст[5][6].
- В посёлке Игрим Берёзовского района Ханты-Мансийского округа установлен памятник.
- В посёлке Берёзово Ханты-Мансийского округа установлен бюст.
- Надгробный памятник на воинском братском кладбище в посёлке Курсиши, Латвия.
- В Москве, в зале Победы музея Вооружённых Сил на белокаменных стенах золотом горят имена тех, кто навечно остался в боевом строю. Среди них Гавриил Епифанович Собянин.
- Через 13 лет после того, как закончилась война, 21 декабря 1958 года министр обороны СССР издал приказ № 255 «Для увековечения памяти Героя Советского Союза, рядового Собянина Гавриила Епифановича зачислить навечно в списки первой роты 333-го мотострелкового полка»[3].
- Именем героя названы:
  - улица в посёлке Берёзово Ханты-Мансийского округа;
  - улица в посёлке Игрим Берёзовского района Ханты-Мансийского округа;
  - улица в городе Ханты-Мансийск;
  - буксир Берёзовского рыбокомбината Тюменской области.